# Funzione di Gompertz-Makeham
La funzione di Gompertz-Makeham è una nota legge analitica di sopravvivenza impiegata nella matematica attuariale.
Essa è rappresentata dalla funzione:
{\displaystyle l_{x}=k\cdot s^{x}\cdot g^{c^{x}}}
Le ipotesi che vengono assunte mediante questo modello sono che:
1) sia presente una componente di mortalità per causa accidentale.
2) sia presente una componente dovuta all'invecchiamento con forza crescente al crescere dell'età  x  dell'individuo
risultando in una forza complessiva di mortalità pari a:
{\displaystyle \ \mu _{x}=\alpha +\beta c^{x}}
con alfa e beta maggiori di 0, e c maggiore di 1.
Sfruttando la relazione tra forza di mortalità  e legge di sopravvivenza, si ottiene:
{\displaystyle l_{x}=l_{a}\cdot e^{-\int _{a}^{x}{(\alpha +\beta c^{u})du}}=l_{a}\cdot e^{-[\alpha u+\beta {\frac {c^{u}}{\log c}}]_{a}^{x}}}
{\displaystyle =l_{a}\cdot e^{\alpha a+\beta \cdot {\frac {c^{a}}{\log c}}}\cdot e^{-ax}\cdot e^{-\beta {\frac {c^{x}}{\log c}}}}
Ponendo infine:
{\displaystyle l_{a}\cdot e^{\alpha a+\beta \cdot {\frac {c^{a}}{\log c}}}=k}
{\displaystyle \ e^{-\alpha }=s}
{\displaystyle \ e^{-{\frac {\beta }{\log c}}}=g}
si ottiene così l'equazione iniziale.